# 빠른 스위핑 방법
응용수학에서, 빠른 스위핑 방법(영어: fast sweeping method)는 아이코날 방정식의 경계값 문제를 해결하는 수치해석적 방법이다.
{\displaystyle |\nabla u(\mathbf {x} )|={\frac {1}{f(\mathbf {x} )}}{\text{ for }}\mathbf {x} \in \Omega }
{\displaystyle u(\mathbf {x} )=0{\text{ for }}\mathbf {x} \in \partial \Omega }
이 때, {\displaystyle \Omega }는 {\displaystyle \mathbb {R} ^{n}}에 있는 열린 집합이고, {\displaystyle f(\mathbf {x} )}는 양의 값을 가지는 함수이며, {\displaystyle \partial \Omega }는 열린 집합의 잘 동작하는 경계이고 {\displaystyle |\cdot |}은 {\displaystyle L^{2}} 노름이다.
빠른 스위핑 방법은 풍상차분을 이분화로 사용하고 직사각형 격자에서 이산화된 아이코날 방정식을 풀 때에 다른 스위핑 정렬과 가우스-자이델 반복을 사용하는 반복적 방법이다. 이 접근은 제어이론을 기반하고 있다. 제어이론에도 빠른 스위핑 방법이 있지만, 이 방법은 캘리포니아 대학교 어바인의 응용수학자 Hongkai Zhao가 처음으로 아이코날 방정식을 위해 고안한 방법이다.
스위핑 알고리즘은 아이코날 방정식에 대응하는 특성 곡선이 방향을 매우 자주 바꾸지 않을 때, 매우 효율적이다.

## 같이 보기
- 빠른 행진 방법